# Çelik
Çelik, türkisch für Stahl, ist ein türkischer männlicher Vorname und Familienname. Außerhalb des türkischen Sprachraums kommt vereinzelt auch die Schreibweise Celik vor.

## Namensträger

### Vorname
- Çelik Gülersoy (1930–2003), türkischer Autor, Journalist und Rechtsanwalt

### Künstlername
- Çelik (Sänger) (* 1966), türkischer Popmusiker

### Familienname
- Abdullah Celik (* 1997), österreichischer Fußballspieler
- Ali Çelik (* 1988), türkischer Fußballspieler
- Atakan Çelik (* 1990), türkischer Schauspieler und Sänger
- Ava Celik (* 1990), deutsche Schauspielerin
- Aygen-Sibel Çelik (* 1969), deutsche Schriftstellerin
- Ayla Çelik (* 14. November 1973 in Ardahan), türkische Popsängerin und Songwriterin
- Ayla Çelik (* 1968), Pädagogin (ehemalige Schulleiterin) und Vorsitzende des Landesverbandes NRW der Gewerkschaft Erziehung und Wissenschaft
- Azad Çelik (* 1987), deutscher Schauspieler
- Burak Çelik (* 1992), türkischer Schauspieler
- Cihan Çelik (* 1986), deutscher Mediziner und Facharzt für Innere Medizin und Pneumologie, Kolumnist
- Cüneyt Çelik (* 1987), türkischer Fußballspieler
- Dede Çelik (* 1987), türkischer Fußballspieler
- Damla Çelik (* 1997), türkische Leichtathletin
- Deniz Çelik, bekannt als Bendeniz (* 1973), türkische Musikerin
- Deniz Çelik (Politiker) (* 1978), deutscher Politiker (Die Linke)
- Erdal Çelik (* 1988), deutscher Fußballspieler türkischer Herkunft
- Faruk Çelik (* 1956), türkischer Politiker
- Fırat Çelik (* 1981), türkischer Schauspieler
- Hasan Çelik (* 1968), türkischer Fußballspieler und -trainer
- Haşim Çelik (* 1990), türkischer Taekwondoin
- Hıdır Eren Çelik (* 1960), deutschsprachiger Schriftsteller, Soziologe und Journalist
- Hikmet Çelik, türkischer Offizier
- Hüseyin Çelik (* 1959), türkischer Literaturwissenschaftler und Politiker
- İzzet Çelik (* 2004), türkischer Fußballspieler
- Mehmet Çelik (* 2001), türkischer Leichtathlet
- Merima Čelik (* 1989), bosnische Fußballschiedsrichterin
- Mervan Çelik (* 1990), schwedischer Fußballspieler
- Mete Çelik (* 1996), türkisch-deutscher Fußballspieler
- Muğdat Çelik (* 1990), türkischer Fußballspieler
- Murat Çelik (* 1993), türkischer Fußballspieler
- Musa Çelik (* 1983), deutscher Fußballspieler
- Neco Çelik (* 1972), deutscher Drehbuchautor und Regisseur
- Oğuzhan Çelik, deutscher Autor, Journalist und Moderator
- Ömer Çelik (* 1968), türkischer Politikwissenschaftler, Journalist und Politiker
- Onur Celik (* 1978), türkischer Fußballspieler
- Orhan Çelik (* 1959), türkischer Schriftsteller
- Osman Çelik (* 1991), türkischer Fußballspieler
- Öykü Çelik (* 1987), türkische Schauspielerin
- Özgür Çelik (* 1986), türkischer Fußballspieler
- Recep Çelik (* 1987), türkischer Fußballspieler
- Sanem Çelik (* 1975), türkische Schauspielerin und Tänzerin
- Selahattin Çelik (* 1957), türkisch-kurdischer Schriftsteller und Journalist
- Sena Nur Çelik (* 1986), türkische Politikerin und Juristin
- Susanne Celik (* 1994), schwedische Tennisspielerin
- Yasin Çelik (* 1975), türkischer Fußballspieler und -trainer
- Zeki Çelik (* 1997), türkischer Fußballspieler